# Schwarzer Bach (Reichramingbach)
Der Schwarze Bach, auch [das oder die] Weißwasser, am Oberlauf auch Leerensackbach (Larensackbach), ist ein kleiner rechter Zufluss des Reichramingbachs (Großer Bach) im Reichraminger Hintergebirge in Oberösterreich.

## Lauf und Landschaft
Der Bach bildet sich im Gemeindegebiet von Weyer aus zwei Bergbächen im östlichen Hintergebirge, am Dürrensteigkamm. Die Namen der beiden Bäche finden sich auch jeweils für den ganzen Lauf.
Der linke Quellbach wird meist Weißwasser genannt. Er entspringt östlich der Mooshöhe (846 m) bei Unterlaussa, am Bodenwies (1540 m ü. A.), auf ca. 1300 m ü. A. (⊙). Er fließt über etwa 2½ km zuerst westwärts bergab, dann in nördlicher Richtung an der Mooshöhe vorbei durch eine Talweitung. 
Der rechte Quellbach heißt Leerensackbach (Larensackbach) er kommt direkt vom Leerensackriedel (1216 m ü. A. ⊙) nördlich der Bodenwies. Dieser Bach ist etwa 3½ km lang, und vereint sich im Raum der verfallenen Ansiedlung Weißwasser mit dem anderen Bach (⊙).
Ab hier wird der Bach meist weiterhin als Weißwasser geführt. Er nimmt den Sonnbergbach auf, der von Norden vom Hirschkogelsattel (882 m) kommt, und wendet sich wieder westwärts. Im folgenden, zunehmend Canyon-artigen Engtal kommt von Süden der Saigerinbach, und der Lauf geht wieder nach Nordwesten. Hier heißt der Bach dann auch Schwarzer Bach, und er bildet kurz die Gemeindegrenze zu Reichraming. Von rechts münden der Lahngraben, und der Hochschlachtbach im Schleierfall. Kurz danach mündet der Bach in der Großen Schlucht auf 526 m ü. A. in den Reichramingbach.

## Geschichte
Das Wasser des Baches wurde früher für die Holztrift benutzt, Klausen befanden sich am Mittellauf (Weißwasserklause) und am oberen Leerensackbach. Für den Leerensackbach findet sich im frühen 19. Jahrhundert der Name Ladensaagbach, dort stand eine kleine Säge.
Den Bach entlang verlief die 1971 stillgelegte Waldbahn Reichraming nach Weißwasser, heute verläuft auf der alten Trasse der Hintergebirgsradweg. Die alte Bergbausiedlung Weißwasser, mit einigen Gehöften, verschwand ab der Schließung des Bauxitbergbaus 1964.
Der Unterlauf, ab der Saigerinbach-Mündung, gehört seit 1997 zum Nationalpark, Europaschutzgebiet und Ramsargebiet Oberösterreichische Kalkalpen, die linksseitigen Schluchtwälder dort schon zum UNESCO-Weltnaturerbe Buchenurwälder und Alte Buchenwälder Europas (Teilgebiet Hintergebirge).